# Domus de Janas

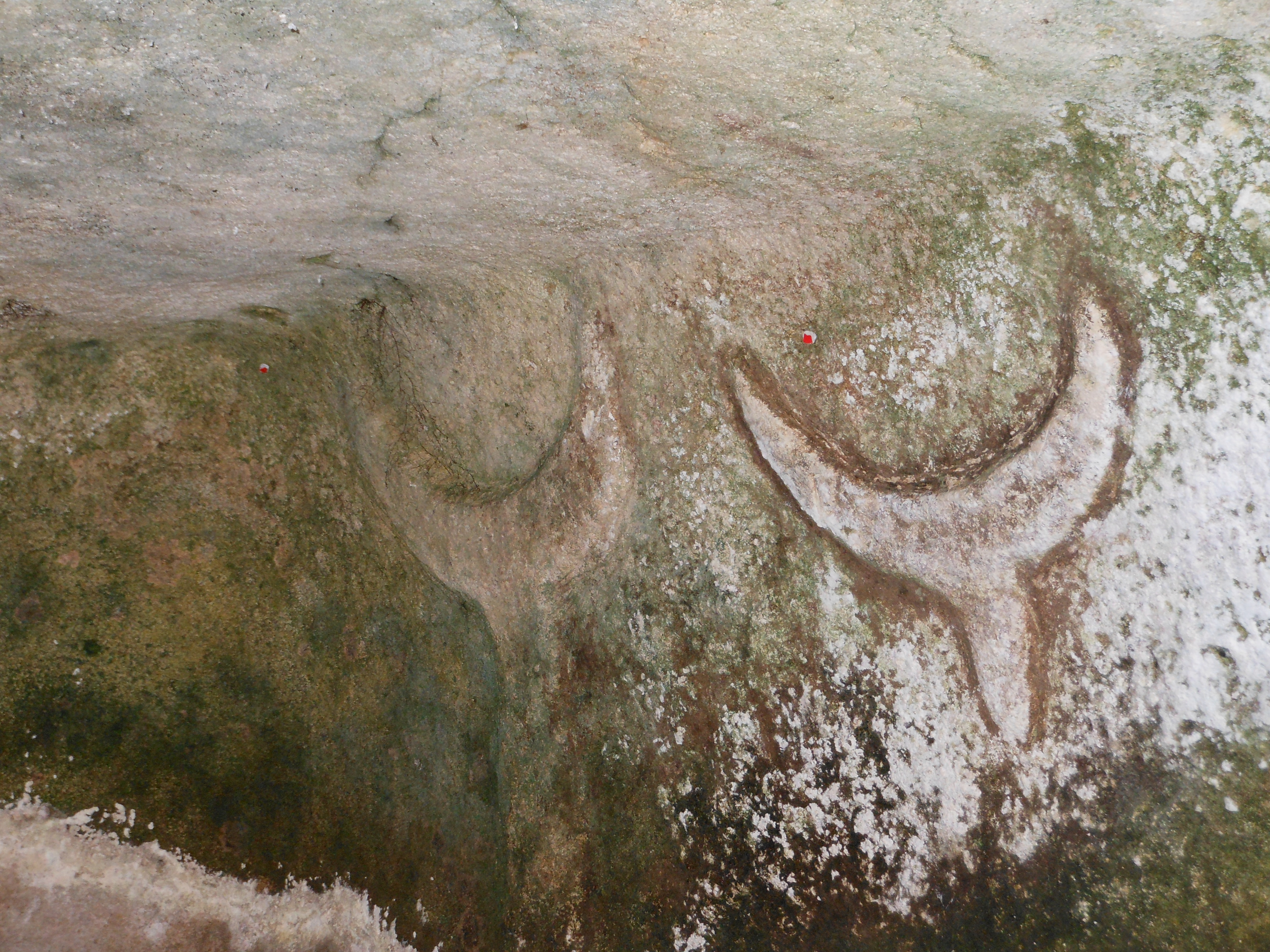
Stierenhorens, necropolis van Su Crucifissu Mannu, Porto Torres

Domus de Janas (Sardijns: 'Huis van de Elfen' of van de 'Heksen') is een type pre-Nuraghische grafkamer, gevonden op Sardinië.
Ze bestaan uit verschillende kamers uitgehakt door het volk van de San Ciriaco tot Oziericulturen en daaropvolgende culturen, die qua ontwerp op huizen lijken.
De meeste domus de janas zijn gebouwd tussen 3400 en 2700 v.Chr. Ze dateren van het late Neolithicum, Kopertijd en vroege Bronstijd.
Een necropolis (dodenstad) van domus de janas op de site van Angelu Ruju, bij Alghero, bestaat uit 38 tombes of grafkamers. Andere grote sites zijn die van Montessu, bij Villaperuccio en van Sant'Andrea Priu, bij Bonorva.
Het plafond van de domus de janas kan conisch of in een driehoek toelopen. vaak zijn de muren gedecoreerd met spiralen, zigzag motieven en stierenhorens. De lichamen waren net als de muren met rode oker beschilderd.
Een aantal Domus de Janas artifacten werd in juli 2025 tijdens de 47e sessie van de Commissie voor het Werelderfgoed in Parijs erkend als UNESCO cultureel werelderfgoed en onder de titel "Graftraditie in prehistorisch Sardinië: de Domus de Janas" aan de werelderfgoedlijst toegevoegd. De erkende zeventwintig geselecteerde erfgoedsites zijn een ensemble van hypogeïsche graven en necropolen op Sardinië, gemaakt tussen de 5e en 3e millennia v.Chr. Deze sites weerspiegelen het dagelijks leven en de funeraire praktijken van prehistorische Sardijnse gemeenschappen. De domus de janas, plaatselijk bekend als 'sprookjeshuizen', zijn uit rotsen gehouwen graven die de funeraire praktijken, spirituele overtuigingen en sociale evolutie van de prehistorische gemeenschappen van Sardinië weerspiegelen. Deze structuren hebben complexe lay-outs, symbolische decoraties en figuratieve motieven die getuigen van de transformatie van de relatie tussen de levenden en de doden in een samenleving die overgaat naar complexere vormen van sociale organisatie. Ze vertegenwoordigen de meest uitgebreide en rijke manifestatie van hypogeïsche funeraire architectuur in het westelijke Middellandse Zeegebied, een voorbeeld van een fenomeen dat wordt bevestigd door ongeveer 3.500 hypogea verspreid over het hele eiland.

## Galerij

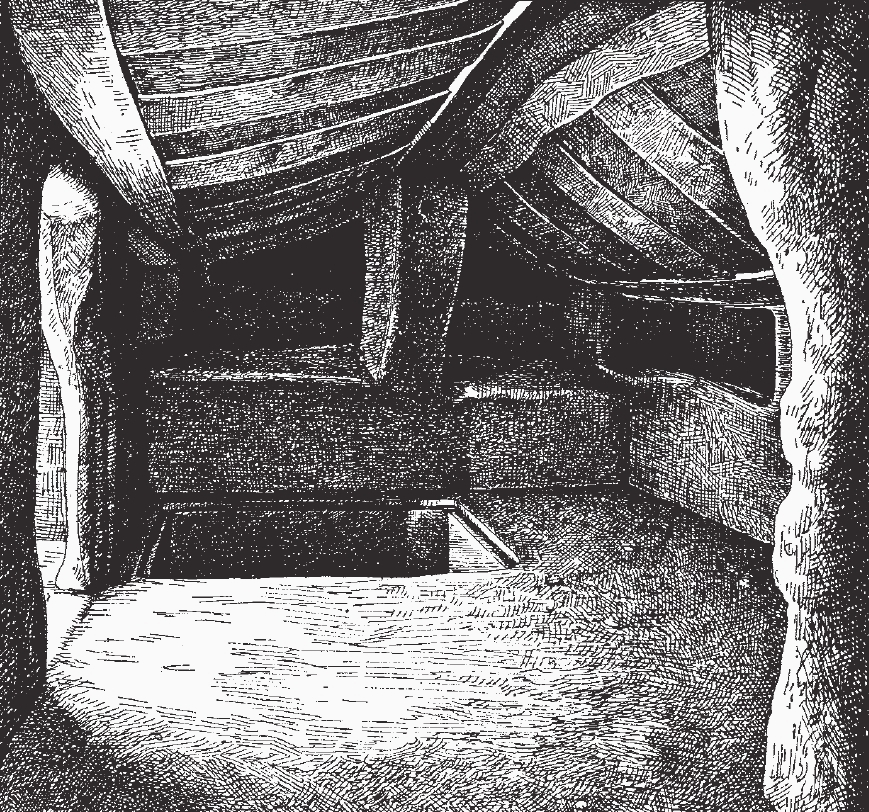
Interieur van een van de domus de janas van Sant'Andrea Priu, Bonorva.
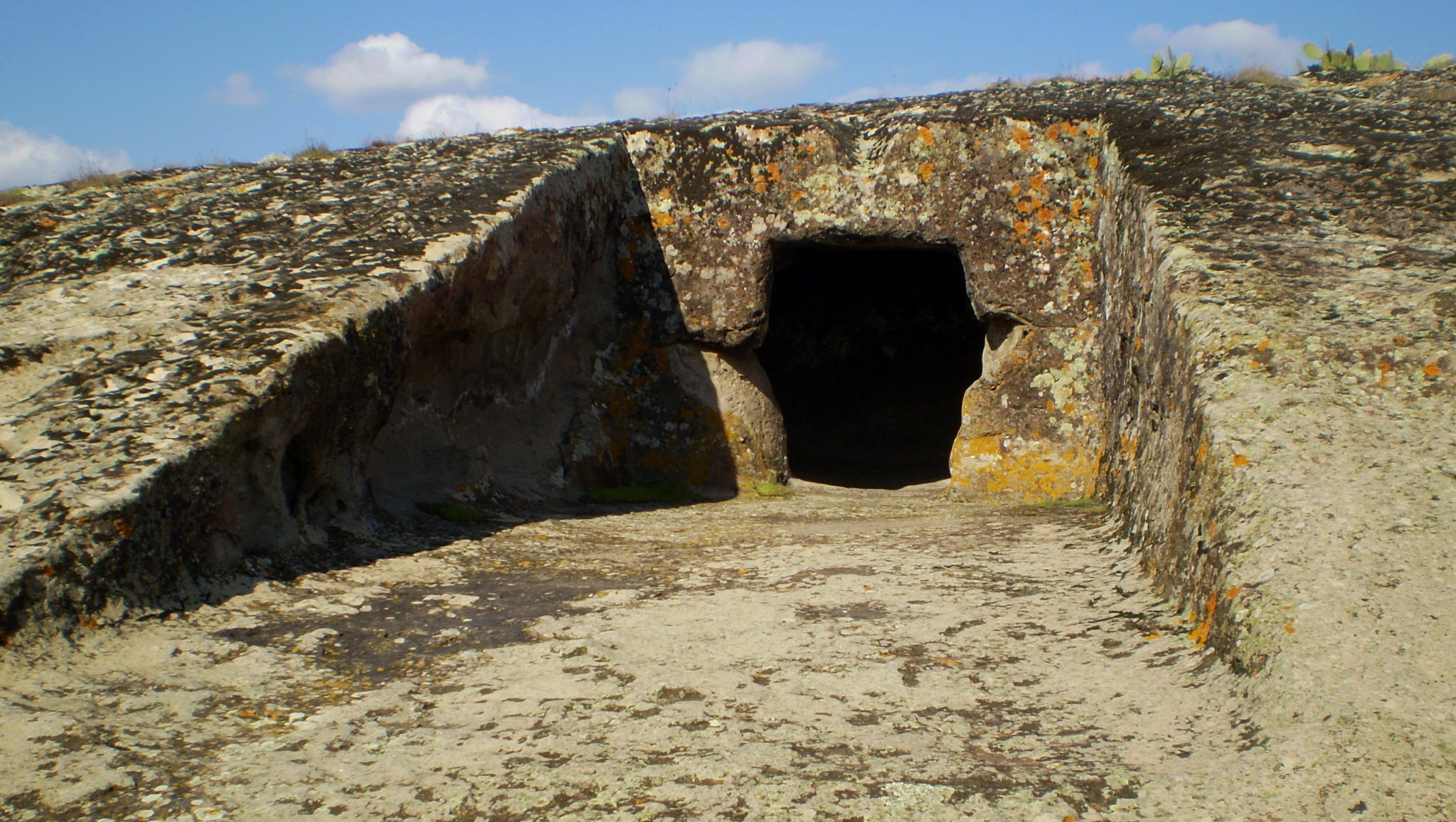
Ingang van domus de janas van Genna Salixi, Ruinas
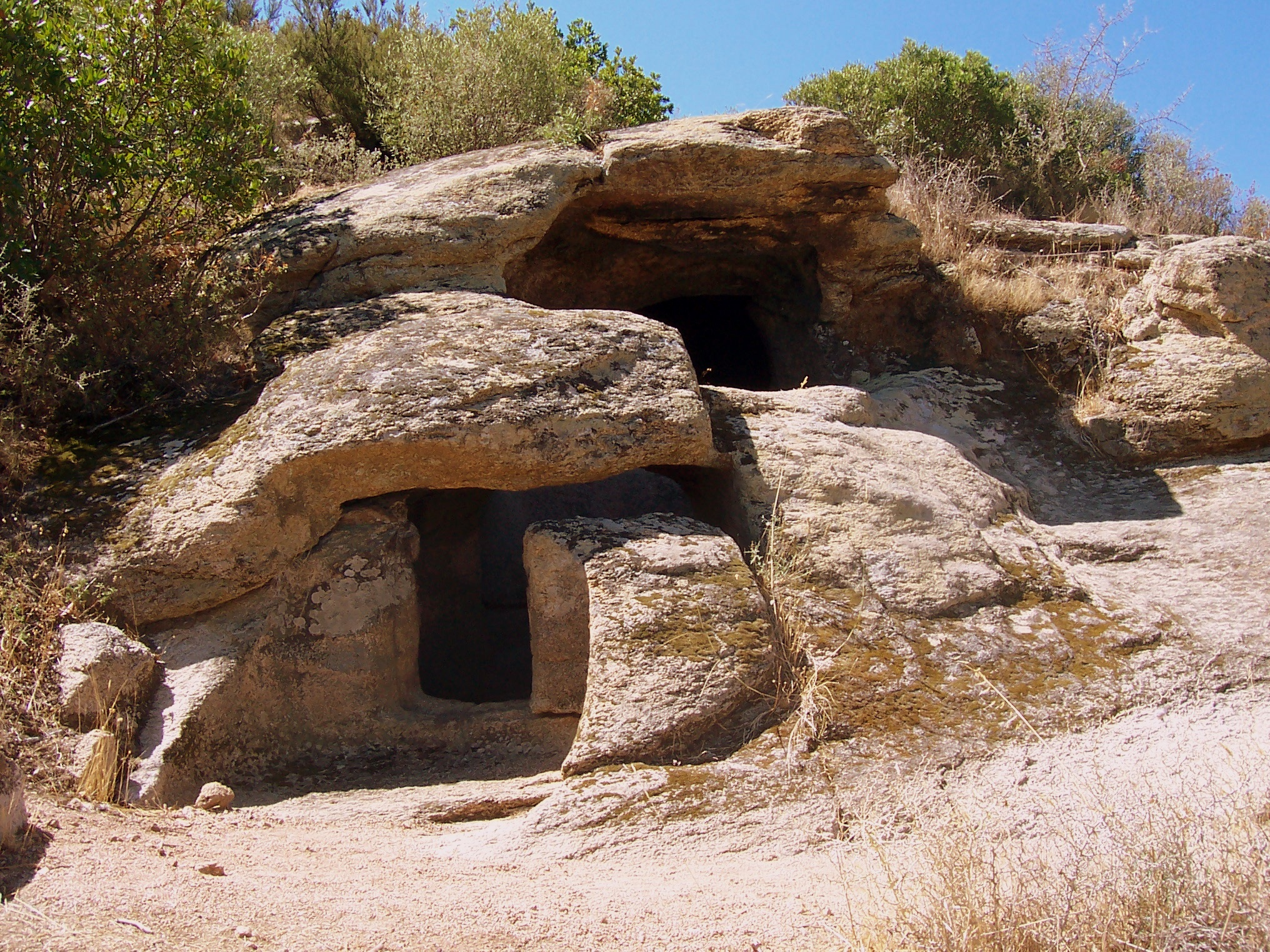
Domus de Janas in Lotzorai
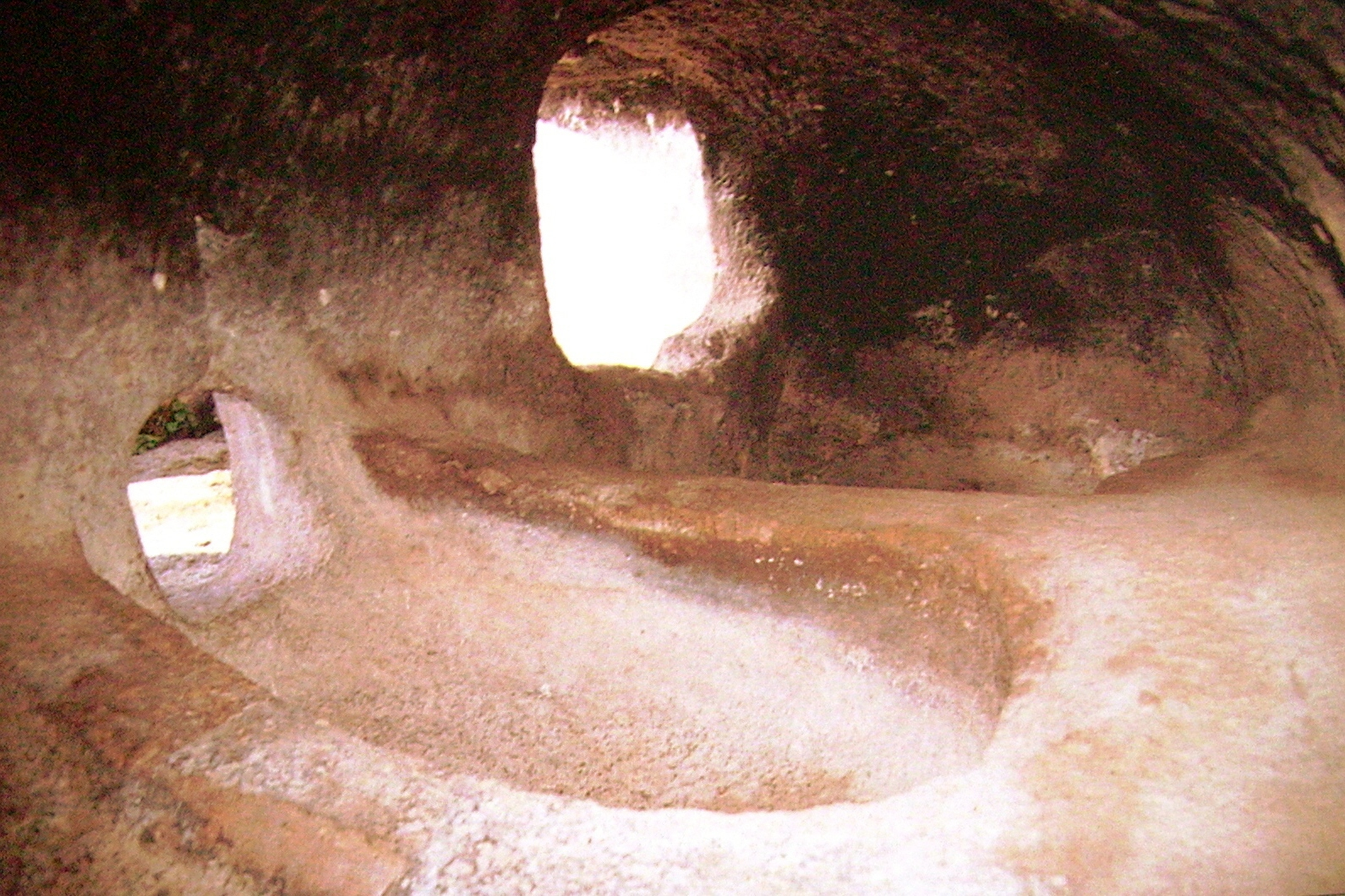
Interieur van een Domus de Janas
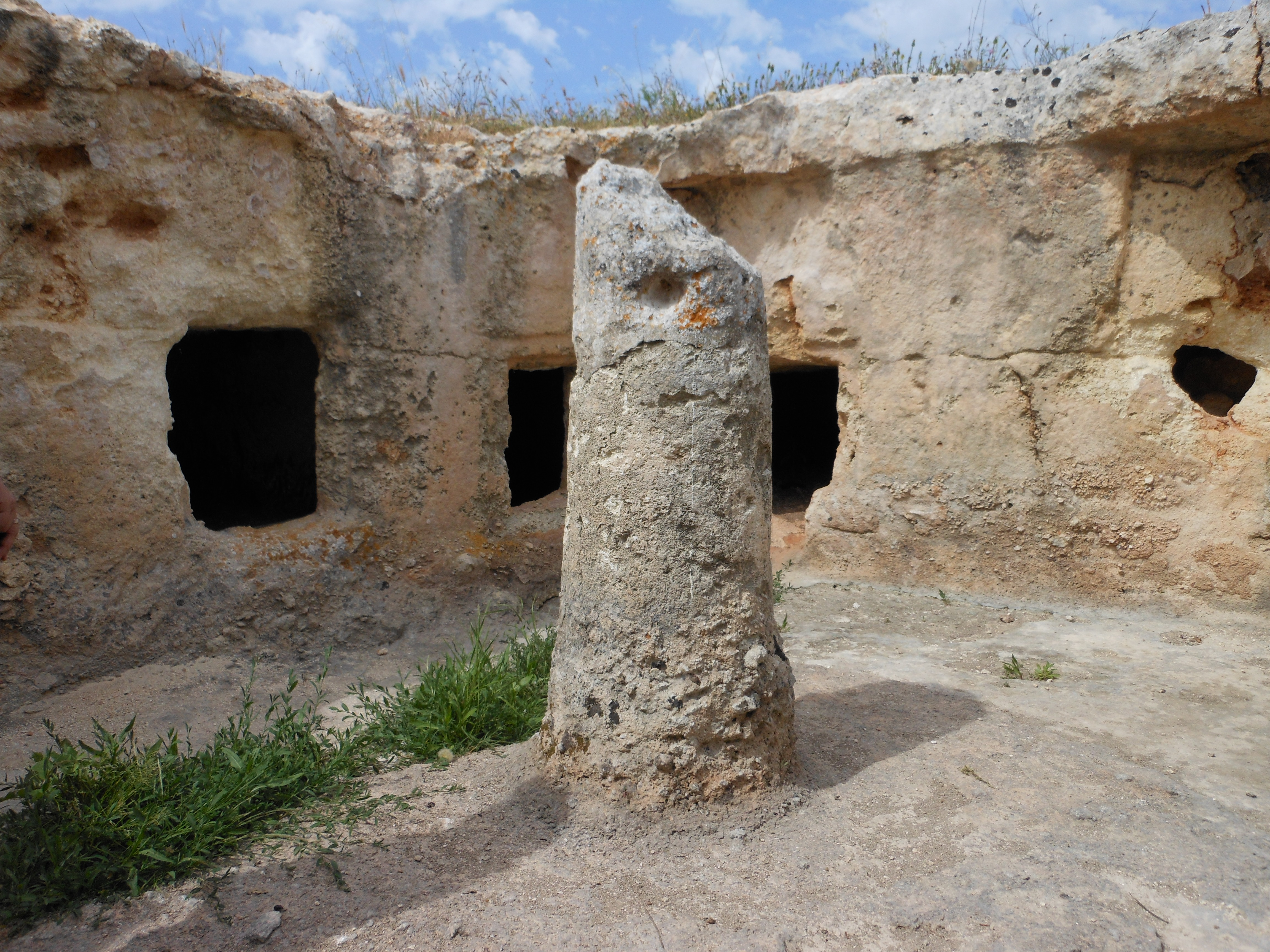
Su Crucifissu Mannu
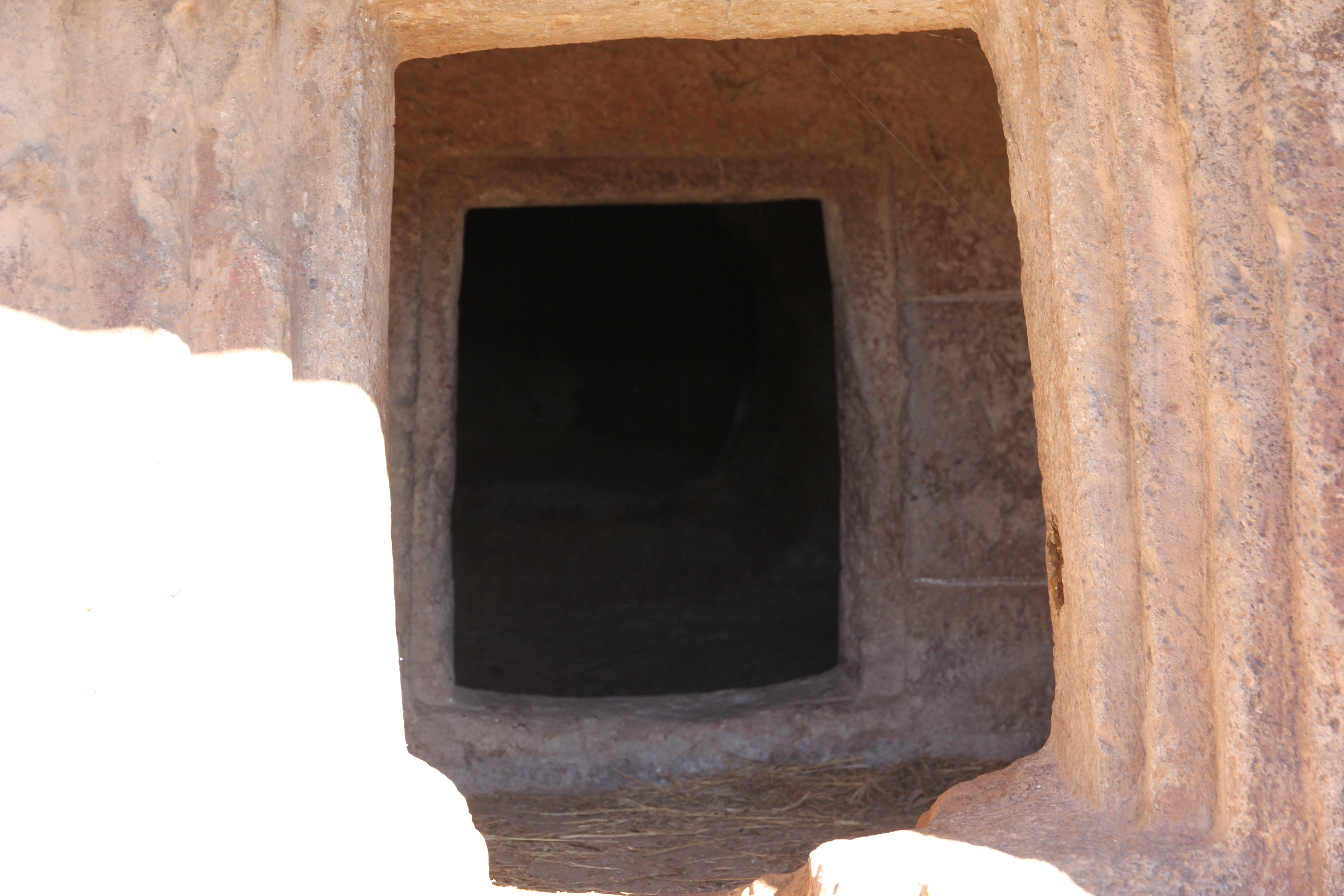
Necropolis van Arzolas de Goi, Nughedu Santa Vittoria